# Olof Deas-Olsson

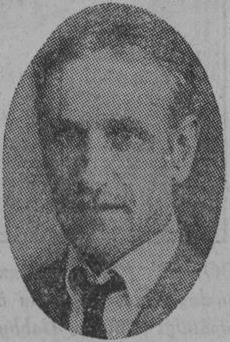
Olof Deas-Olsson

Olof Deas-Olsson, född 30 november 1875 i Bro, död 17 juni 1929, var en svensk arkitekt.
Deas-Olsson studerade vid Chalmers tekniska läroanstalt i Göteborg 1899–1902 och fortsatte studierna vid Kungliga Akademien för de fria konsterna i Stockholm 1902–1905. 
Han var anställd i Stockholm hos Alfred Danielsson-Bååk mellan 1905 och 1906 och arbetade därefter tre år hos Dorph & Höög. Han drev egen verksamhet och var arkitekt vid AB Industribyrån mellan 1918 och 1920.

## Verk i urval
- Vinterpalatset, Norra Bantorget, tillsammans med M Rosendahl 1911 (rivet 1971)
- Engelbrektsgatan 21, 1912
- Vanadisvägen 28, 1913
- Kungsgatan 35, med P Bergmark 1924
- Eriksbergsgatan 24, 1923
- Danderydsgatan 17, 1923
- Spannarboda kyrka, 1922

## Bilder

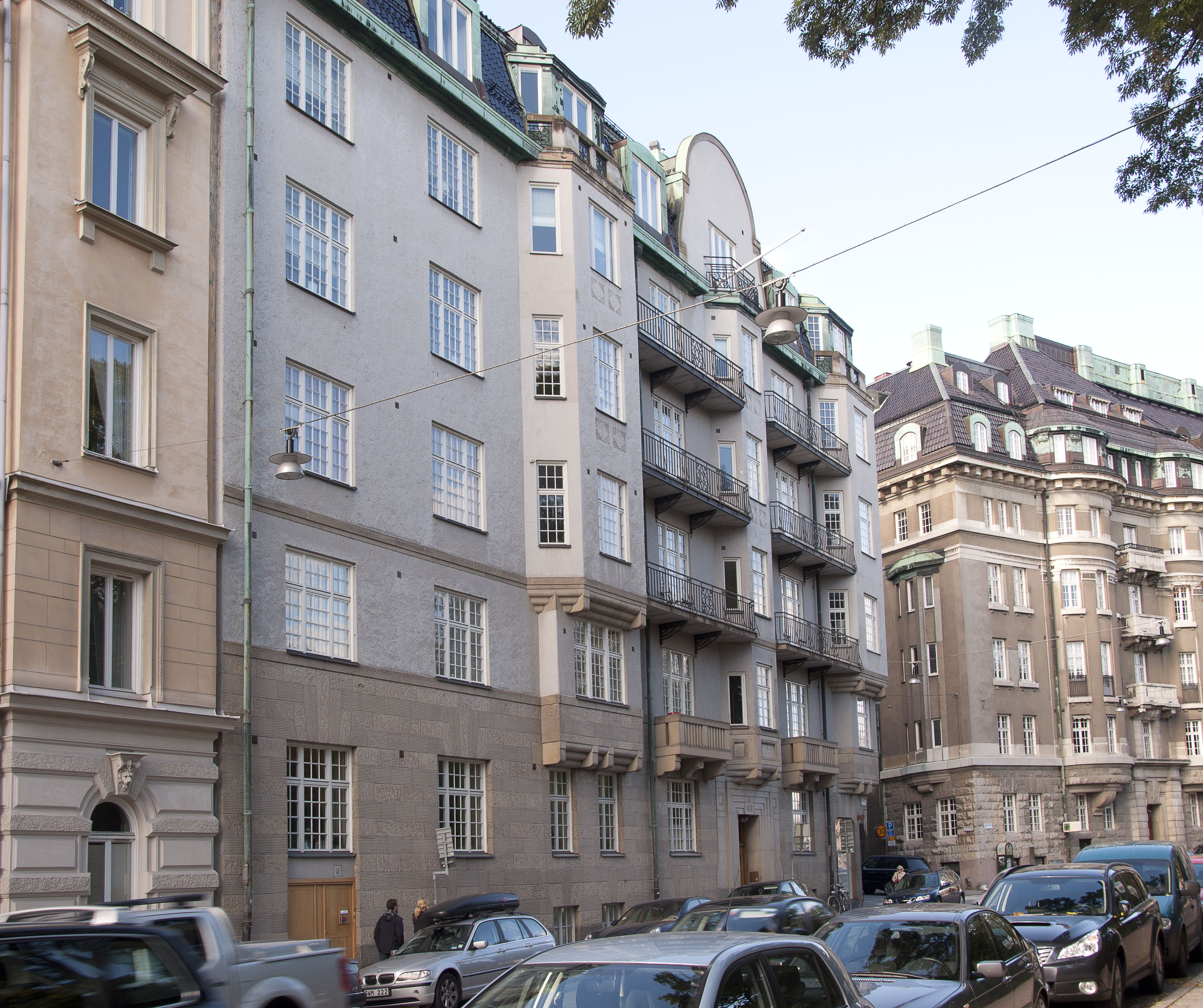
Engelbrektsgatan 21
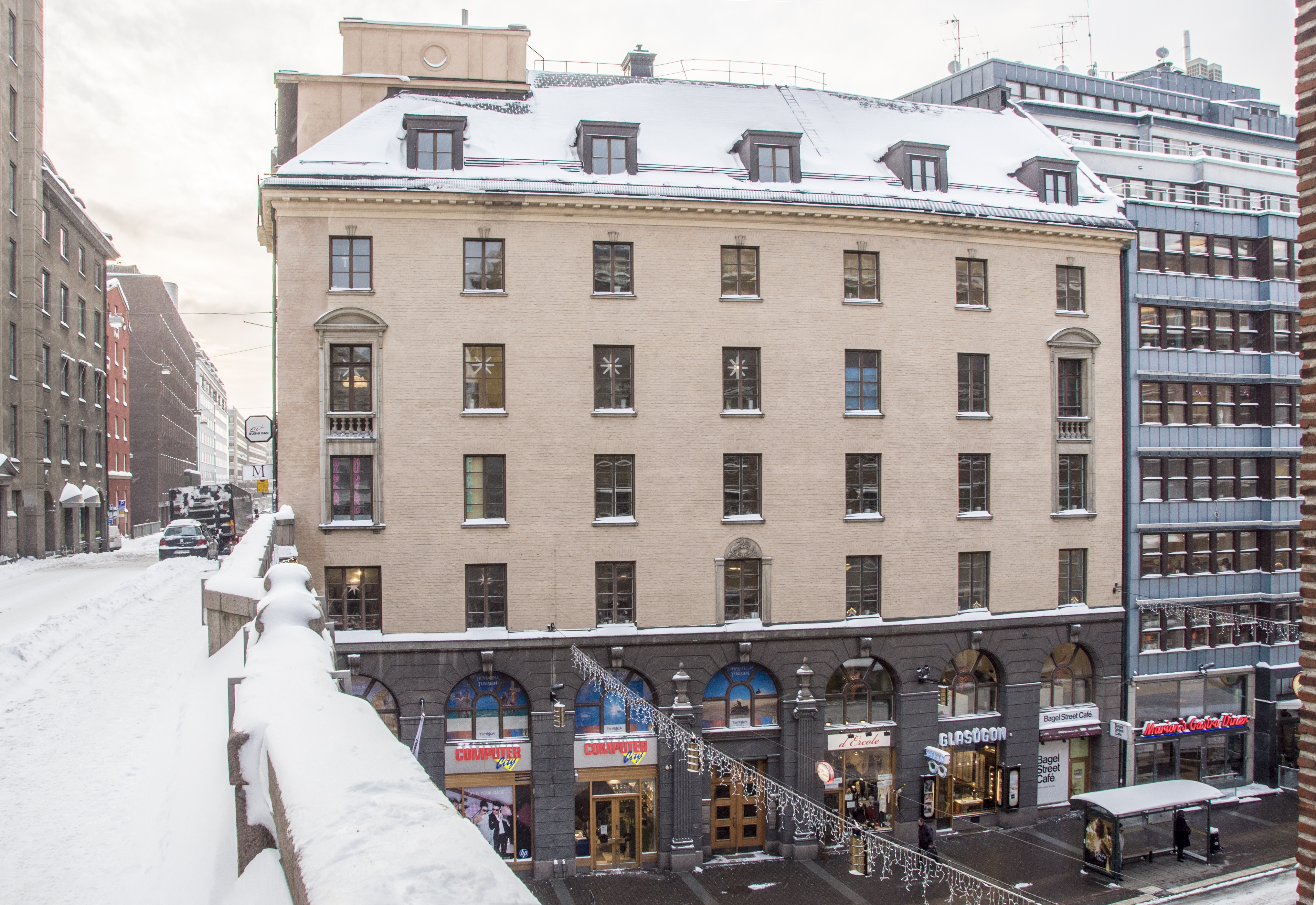
Kungsgatan 35
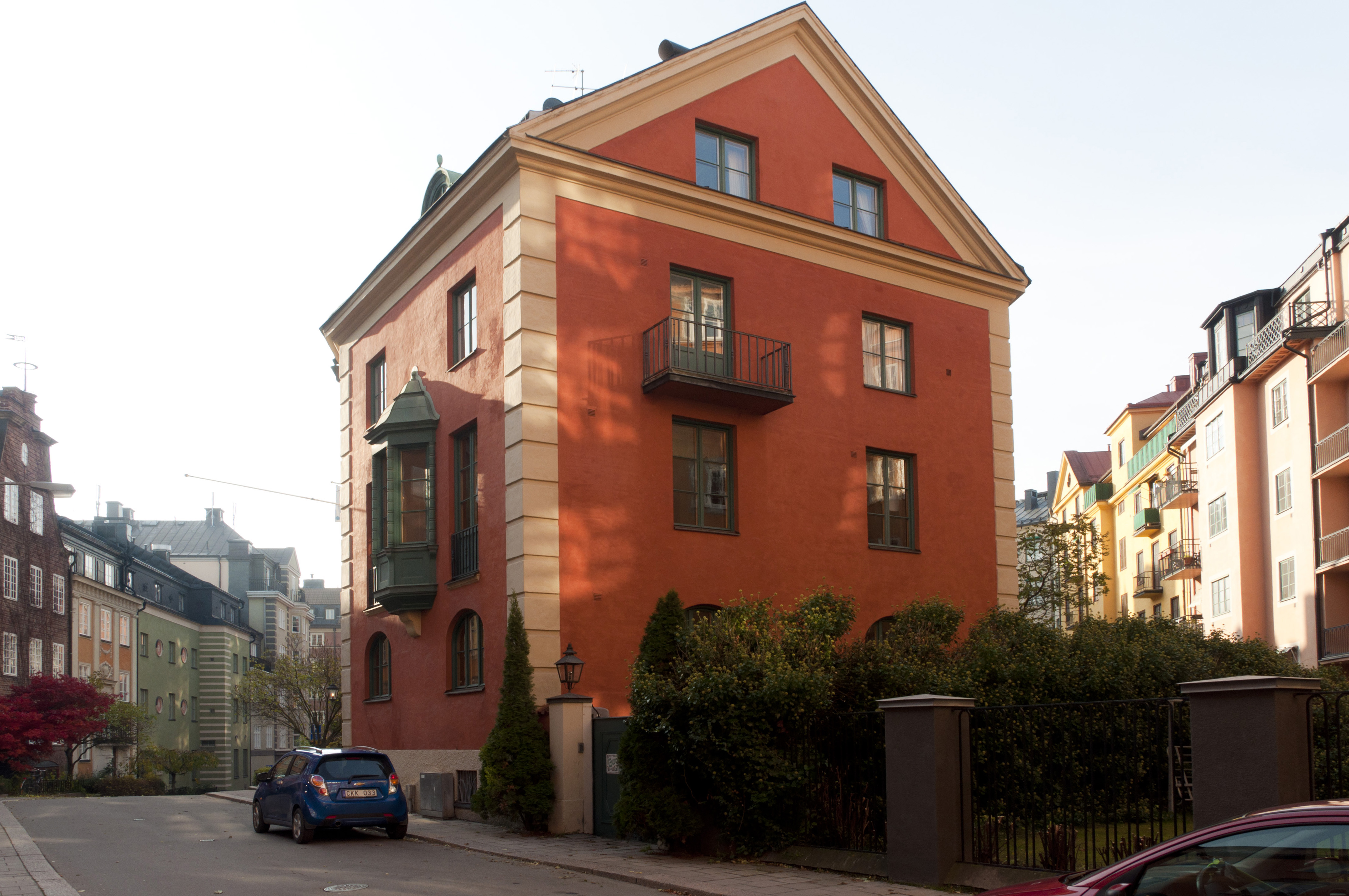
Danderydsgatan 17
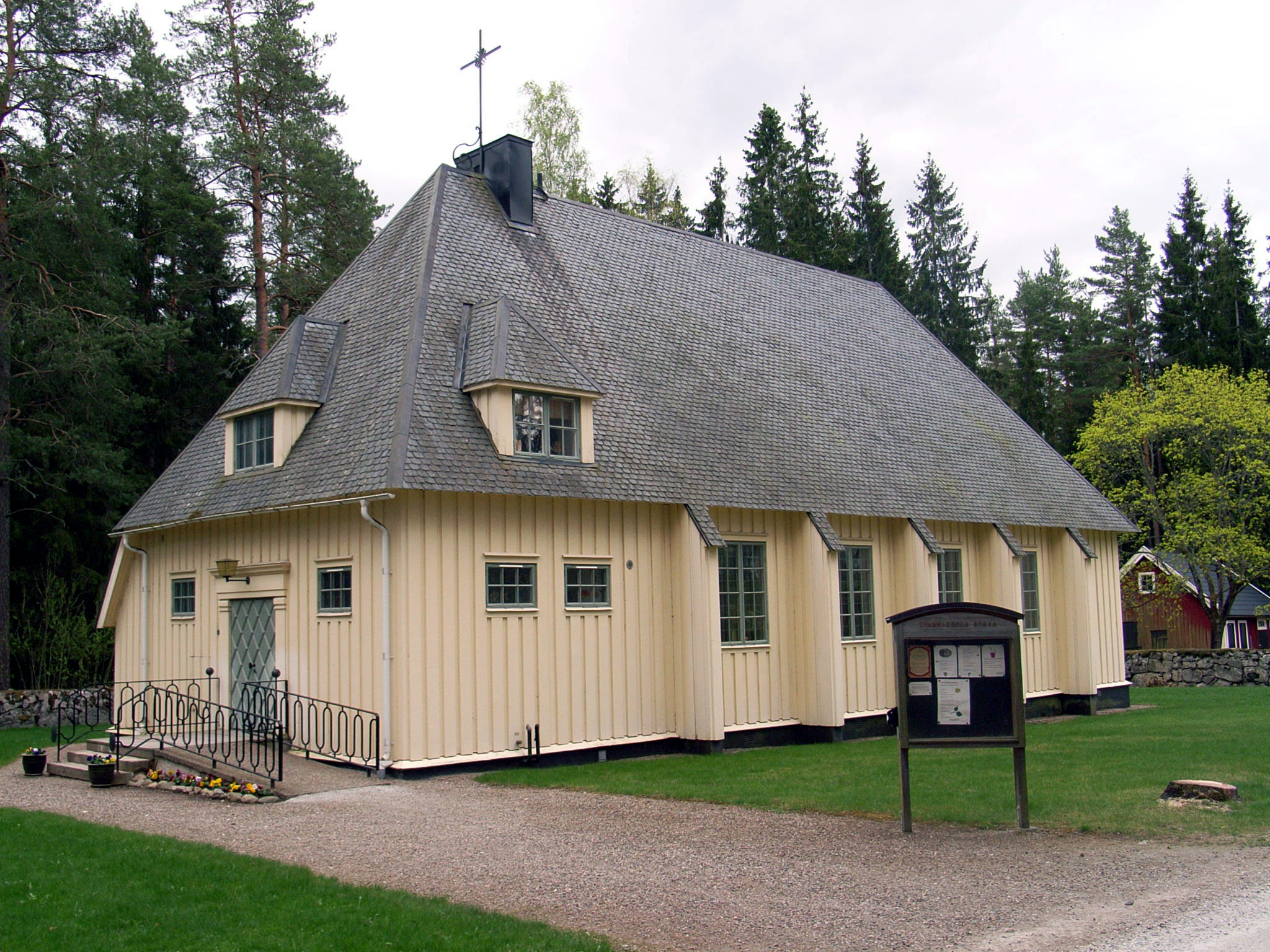
Spannarboda kyrka